# Wersbacher Mühle
Die Wersbacher Mühle ist eine abgegangene Getreidemühle und heutiger Standort der Klinik Wersbach, einer Klinik für Psychosomatik, Psychiatrie und Psychotherapie mit den Fachabteilungen für Dermatologie und TCM in Leichlingen (Rheinland) im Rheinisch-Bergischen Kreis.

## Lage und Beschreibung
Die Wersbacher Mühle liegt südlich von Witzhelden am Wersbach (auch Vierschelsbach genannt), der die Stadtgrenze zu Burscheid bildet. Nachbarorte sind Wersbach, Dorffeld, Nüsenhöfen, Bern, Neuenhof, Meie, Feld, Höhscheid, Windfoche und Tirol auf Leichlinger und Berringhausen, Benninghausen, Kippekoven, Paffenlöh und Oberwietsche auf Burscheider Stadtgebiet.

## Geschichte
Die Wersbacher Mühle wurde erstmals im Jahr 1496 als Getreidemühle urkundlich erwähnt, im 17. und 18. Jahrhundert erfolgten Nennungen in Bezug auf Besitzverhältnisse und Abgaben an die Kellnerei von Burg. So heißt es im Burger Lagerbuch von 1690:

„Es liegt auch eine MÜHLE IM KIRSPEL WITZHELDEN, AMT MISELOHE, DIE WERSBACHER MÜHLE genannt, ist Hennrichen Wersbach eigentümlich, hat keinen Zwang und gibt vom Wasserfluß vor “Erkenntnis” jährlich zu Martini in die Kellnerei Burg ein Malter Roggen Burgmaßen.“

Im 17. und 18. Jahrhundert ist die Mühle im Besitz einer Familie Busch und deren Erben. Die Mühle gehörte auch im 18. Jahrhundert zum Kirchspiel Witzhelden im bergischen Amt Miselohe. Die Karte Topographia Ducatus Montani aus dem Jahre 1715 zeigt die Mühle unter der einfachen Bezeichnung mühl.  Die Topographische Aufnahme der Rheinlande von 1824 und die Preußische Uraufnahme von 1844 verzeichnen den Ort als Weiersbach M. bzw. Wersbach M.
1815/16 lebten 11 Einwohner im Ort. 1832 gehörte Wersbach Mühle dem Kirchspiel Witzhelden der Bürgermeisterei Burscheid an. Der laut der Statistik und Topographie des Regierungsbezirks Düsseldorf als Getraidemühle kategorisierte Ort besaß zu dieser Zeit ein Wohnhaus, eine Mühle und drei landwirtschaftliche Gebäude. Zu dieser Zeit lebten sechs Einwohner im Ort, davon einer katholischen und fünf evangelischen Glaubens.
1828 wird die Mühle in einem Steuerstreit von dem Besitzer Wilhelm Schmitz als Anlage mit einem oberschlächtigen Wasserrad und zwei Mahlgängen, einer für Korn und einer für Weizen, beschrieben. Sie besaß zwei Mühlenteiche, die von dem Wersbach und dem Altenbach gespeist wurden. Aufgrund der geringen Durchflussmenge der Bäche konnte selbst bei guten Bedingungen nur einer der zwei Mahlgänge betrieben werden und auch das nur 1½ bis 2 Stunden am Tag.
Aufgrund der Gemeindeordnung für die Rheinprovinz erhielt 1845 das Kirchspiel Witzhelden den Status einer Gemeinde, schied aus der Bürgermeisterei Burscheid aus und bildete ab 1850 eine eigene Bürgermeisterei. In der Mühle, die 1842 an die Eheleute Hager verkauft wurde, brannte es 1863. Während das versicherte Hauptgebäude nur geringe Schäden erlitt, brannte ein Schuppen komplett nieder. 1872 scheiterte der Besitzer Hager bei dem Versuch, die Mühle und ihre Ländereien zu verpachten und so verkaufte er sie schließlich am 5. April 1890 für 24.000 Mark an Albert Richartz, Besitzer der Thielenmühle in Burscheid.
Im Gemeindelexikon für die Provinz Rheinland werden 1885 ein Wohnhaus mit zehn Einwohnern angegeben. 1895 besitzt der Ort ein Wohnhaus mit sieben Einwohnern, 1905 ein Wohnhaus und sechs Einwohner.
1903 errichtete Albert Richartz ein Maschinenhaus zur Stromerzeugung und versorgte bis 1909 das Höhendorf Witzhelden mit elektrischer Energie. 1940 verkauft der Erbe die Anlage an August Weltersbach aus Eichen, wobei diesem amtlicherseits zur Auflage gemacht wurde, die Mühle und die angegliederte Bäckerei weiter zu betreiben. Dieser beantragte 1941 zusätzlich die Konzession für eine alkoholfreie Gaststätte, deren Eröffnung aber kriegsbedingt nicht erfolgte. Die Abgelegenheit der Mühle wurde während des Zweiten Weltkriegs vom damaligen Stadtarchiv Opladen genutzt, das die historisch wertvolle Oligschläger-Sammlung dorthin auslagerte. In den 1950er Jahren realisierte August Weltersbach seine Pläne und richtete eine Kaffeewirtschaft ein, die schnell zu einem beliebten Ausflugsziel in der Region wurde.
Am 2. Oktober 1974 brannte die Mühle bis auf die Grundmauern ab. Am 1. Januar 1975 wurde die Gemeinde Witzhelden mit Wersbacher Mühle in Leichlingen eingemeindet. Bis 1984 verfielen die Brandruinen, dann wurde der Neubau eines Hotels und Appartementhauses mit Eigentumswohnungen genehmigt. Nach Abriss der Brandruine wurde eine neue Bodenplatte und Grundmauern errichtet, dann brachen die Bautätigkeiten wieder ab. 1992 wurden die Bauruine beseitigt und der Grundstein für den Bau einer Hautklinik gelegt, die 1995 den Betrieb aufnahm. Nach Eigentümer- und Konzeptwechsel beherbergt das Klinikgebäude heute eine private offene Fachklinik für Psychosomatische Medizin, Psychiatrie und Psychotherapie.
Bei der Wersbacher Mühle stand bis 2013 eine Hainbuche (Carpinus betulus), die als Naturdenkmal unter Schutz gestellt war. Nach einem Brandschaden musste der ca. 260–340 Jahre alte Baum, der einen Umfang von ca. 6,4 Meter und eine Höhe von ca. 10 Metern besaß, gefällt werden.